# 올리베티

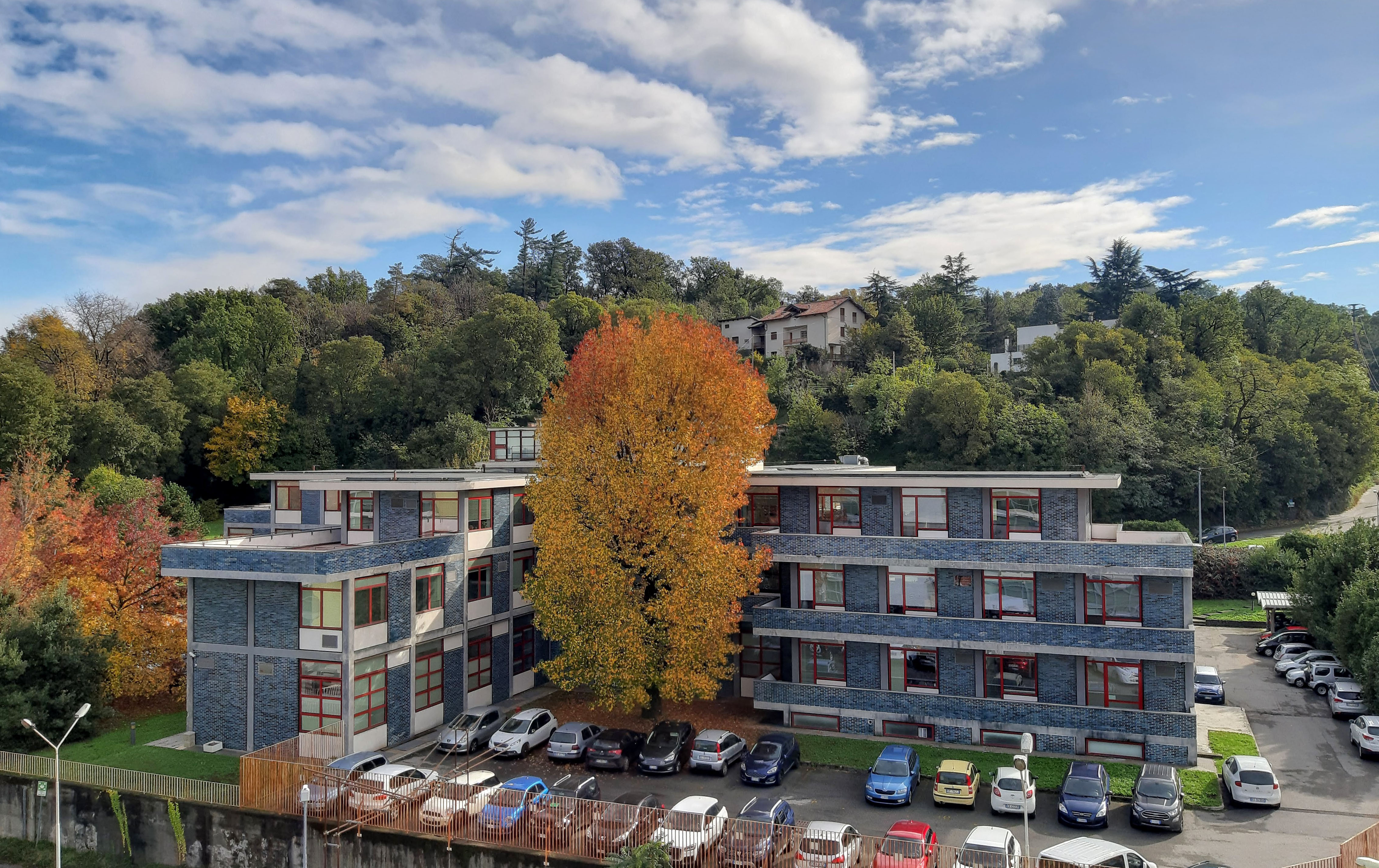
이브레아에 본사를 둔 올리베티

올리베티(Olivetti S.p.A.)는 컴퓨터, 태블릿 컴퓨터, 스마트폰, 프린터, 그리고 기타 비즈니스 제품들(계산기, 팩시밀리)을 제조하는 이탈리아의 기업이다. 토리노 광역시 이브레아에 본사를 두고 있으며 2003년부터 그루포 TIM의 일부이다. 프로그래밍 가능한 최초의 상용 계산기들 중 하나인 프로그래마 101은 1964년 올리베티에 의해 생산되어 상업적인 성공을 거두었다.

## 역사
이 기업은 1908년 이탈리아 이브레아 토리노에서 타자기 제조업체로 설립되었다. 올리베티는 1930년 첫 해외 제조 공장을 열었다. 1948년 디비숨마 전기계산기를 출시했다.